# Savant Lake
Savant Lake är en sjö i Kanada.   Den ligger i Thunder Bay District och provinsen Ontario, i den sydöstra delen av landet, 1 200 km väster om huvudstaden Ottawa. Savant Lake ligger 397 meter över havet. Arean är 132 kvadratkilometer. Den sträcker sig 37,6 kilometer i nord-sydlig riktning, och 22,9 kilometer i öst-västlig riktning.
Trakten runt Savant Lake är nära nog obefolkad, med mindre än två invånare per kvadratkilometer.